# Strigalice
Strígalice (znanstveno ime Dermaptera; grško derma - koža + pteron - krilo) so red žuželk z okoli 1800 opisanimi recentnimi vrstami, ki jih delimo v 10 družin. Čeprav imajo podobno ime kot strige, slednje tvorijo samosvoj razred znotraj členonožcev in jim niso ne podobne in ne sorodne. Znanstveno ime se nanaša na membranasta zadnja krila, ki jih zlagajo pod sprednja, in imajo podobno teksturo kot povrhnjica človeške kože. Najbolj pa so prepoznavne po velikih, gibljivih cerkih na koncu zadka večine vrst, ki so izoblikovani v klešče.
Po nekaterih starejših izročilih naj bi strigalice v dom s svojimi kleščami prinašale srečo, čeprav obstaja tudi zmotno prepričanje, da strigalice zlezejo človeku med spanjem v uho, mu s kleščami prerežejo bobnič in izležejo jajčeca v notranjost, zaradi česar so postale pri ljudeh nepriljubljene. Zgodi se, da človeku, ki spi v naravi, v uho zleze strigalica, vendar ni dokazov, da bi povzročale poškodbe ali prenašale bolezni. 

## Telesne značilnosti
So podolgovate žuželke rjavkaste barve. Na široki glavi so dolge, nitaste tipalnice, ki imajo lahko tudi po 50 členov, razmeroma velike sestavljene oči in naprej usmerjene obustne okončine, izoblikovane v enostavno grizalo. Očesc nimajo, včasih manjkajo tudi sestavljene oči. Protoraks je najopaznejši del oprsja, ostala dva sta po navadi manj očitna. Prekrivajo ju elitre (otrdela sprednja krila). V primerjavi z drugimi žuželkami so zelo kratke in segajo le do začetka zadka. Na prvem členu zadka imajo strigalice drobna kaveljčka, ki ob mirovanju držita elitri skupaj. Zadnja krila so razmeroma velika, polkrožne oblike in zelo tanka. Da jih žival lahko zloži pod elitre, jih mora preganiti okoli štiridesetkrat! Mnoge vrste so brez zadnjih kril in pri nekaterih izmed njih manjkajo tudi elitre. Zadek se konča z značilnimi kleščami, ki so pri samcih močno ukrivljene, pri samicah pa skoraj ravne. Na zadku nekaterih vrst, natančneje na tretjem in četrtem členu zadka, so še smradne žleze za obrambo.
Ličinke so podobne odraslim živalim, vendar nimajo kril in genitalij. Imajo tudi krajše tipalnice in razmeroma manjše klešče. Tik po levitvi so bele barve, kmalu po tem pa se razvije normalen pigment.

## Življenje
Samice strigalic so znane po skrbi za potomstvo, kar je izjema med žuželkami. Najbolje opisano je razmnoževanje navadne strigalice ali škarjice Forficula auricularia. Samica jeseni izleže 20-50 jajčec v zemljo in jih pazi čez zimo. Nimfe se izležejo zgodaj spomladi, a ostanejo v svojem skrivališču do prve levitve. Samica skrbi zanje dokler se niso sposobne prehranjevati same. Evropske vrste se levijo štirikrat preden odrastejo pozno poleti.
So nočne živali. Podnevi poiščejo ozke špranje za počitek. Ponoči prilezejo iz svojih skrivališč in se pričnejo prehranjevati. So vsejedi mrhovinarji. Izjema so predstavniki podredu Arixeniina, ki zajedajo na netopirjih, in podredu Hemimerina, ki zajedajo afriške glodavce. Večina vrst redko leti, verjetno tudi zaradi težavnega zlaganja kril. Gibljive klešče na zadku uporabljajo v različne namene. Kadar se počutijo ogrožene, se postavijo v značilno držo z dvignjenimi kleščami. Včasih z njimi ujamejo plen, največkrat pa jih uporabljajo samci pri medsebojnih bojih in pri parjenju. Obstajajo tudi pričevanja, da si z njimi nekatere vrste pomagajo pri zlaganju kril.

## Ekologija
Večina strigalic živi v območjih s tropskim podnebjem, okoli 45 vrst pa najdemo tudi v Evropi. Te so kozmopolitske in jih najdemo tudi drugje. Kot vsejede živali imajo vlogo razkrojevalcev in so pomemben del talnega ekosistema. Izjema so parazitske in polparazitske vrste iz podredov Arixeniina ter Hemimerina. V Severni Ameriki živi 22 vrst, 12 od tega so zanesli tja ljudje iz Evrope ali Azije.

### Pomen za človeka
Razen tega da njihove velike klešče povzročajo nelagodje, strigalice nimajo bistvenega pomena za človeka. Ker jedo vse, se zgodi, da načnejo tudi cvetne liste rož v vrtovih, zaradi česar jih imajo vrtnarji včasih za škodljivce, dejansko pa so v vrtu koristne, saj jedo tudi listne uši in mlade polže. Le kadar se pretirano namnožijo lahko postanejo nadloga. Odstranimo jih lahko tako, da pobiramo posamezne živali, ali pa izkoristimo to, da imajo rade vlago in jim nastavimo zmočen časopisni papir.

## Sistematika
Natančen položaj redu znotraj skupine krilatih žuželk še ni pojasnjen. Po morfoloških znakih so najbliže posnemalcem, izsledki genetskih raziskav pa jih uvrščajo bliže talnim ušem. Tako ne vemo, ali spada par rodov v skupino Polyneoptera, ali pa tvori sestrsko skupino ostalim v skupini Neoptera.
Z morfološkimi in genetskimi znaki so dobro podprte le štiri družine strigalic iz podredu Forficulina. Podred Hemimerina naj bi izhajal iz podredu Forficulina, kar pomeni, da je slednji parafiletski. Razmerje med predstavniki podredov Arixenina in Forficulina je za zdaj še neznano.

### Strigalice v Sloveniji
V Sloveniji živi 6 vrst iz šestih rodov strigalic. Najpogostejša je navadna strigalica iz družine forfikulid, poleg nje pa so prisotne še gozdna strigalica Chelidurella acanthopygia, grmovna strigalica Apterygida media, mala strigalica Labia minor, obalna strigalica Anisolabis maritima in peščena strigalica Labidura riparia.